# Houdini (шахматная программа)
Houdini (рус. Гуди́ни) — UCI-совместимый шахматный движок для Windows, разработанный программистом Робе́ром Уда́ром (фр. Robert Houdart, Бельгия). Бесплатен для некоммерческого использования до версии 1.5а, более поздние версии (2.0 и далее) являются коммерческими. По состоянию на октябрь 2019 года Houdini 6 являлся четвёртым в основных рейтинговых списках шахматных движков, после Stockfish, Leela Chess Zero и Komodo.

## Стиль игры
Шахматный комментатор и видео-аннотатор СМ Трифон Гавриэль сравнил стиль игры Гудини со стилем романтической эпохи шахмат, где преобладал атакующий, жертвенный стиль. По словам автора программы Робера Удара, преимущество Гудини перед другими топ-движками заключается в обработке подвижности фигуры, поэтому он «способствует агрессивной игре, которая пытается выиграть партию».

## История версий
| Версия | Дата выпуска          | Особенности |
| ------ | --------------------- | --- |
| 1.0    | 15 мая 2010 г.        | Первый выпуск |
| 1.01   | 1 июня 2010 г.        | Исправлены ошибки, улучшен алгоритм поиска. |
| 1.02   | 18 июня 2010 г.       | Исправлены ошибки SMP и коллизий хеш-функции. Временное решение для работы с графическим интерфейсом Shredder. |
| 1.03   | 15 июля 2010 г.       | Multi-PV, searchmove и поддержка больших страниц памяти. Улучшенная функция оценки. |
| 1.03a  | 17 июля 2010 г.       | Исправление ошибок Multi-PV |
| 1.5    | 15 декабря 2010 г.    | Улучшенный поиск и оценка. Поддержка табличной базы Gaviota. |
| 1.5a   | 15 января 2011 г.     | Плановое обновление с временными решениями для работы с графическим интерфейсом Fritz и другие незначительные улучшения. |
| 2.0    | 1 сентября 2011 г.    | Первый коммерческий релиз. Улучшенные возможности анализа, расширенный поиск и оценка. Версия Houdini Pro для пользователей высокопроизводительных систем (поддержка многоядерности). Поддержка Chess960. Возможность задания предела силы хода. Позиционное обучение. Загрузка/сохранение хеша в файл, возможность запрета очистки хеша. |
| 2.0b   | 7 ноября 2011 г.      | Плановое обновление с незначительными исправлениями ошибок и поддержкой EGNB Налимова. |
| 2.0c   | 20 ноября 2011 г.     | Плановое обновление с незначительными исправлениями ошибок и новыми настройками анализа. |
| 3.0    | 15 октября 2012 г.    | Основная новая версия. Улучшенный поиск и оценка (+50 Elo), Тактический режим, битбазы Scorpion, ускоренный поиск основных вариаций «Smart Fail-High», оптимизированное использование хеша. |
| 4.0    | 25 ноября 2013 г.     | Основная новая версия. Улучшенный поиск и оценка (+50 Elo), табличные базы Syzygy для шести пешек (кодирование осуществлён Рональдом де Маном) |
| 5.0    | 7 ноября 2016 года    | Основная новая версия, сильнее примерно на 200 Elo. Переписанная функция оценки, более глубокий поиск. |
| 5.01   | 15 ноября 2016 г.     | Плановое обновление с некоторыми исправлениями и улучшениями интерфейса. |
| 6.0    | 15 сентября 2017 года | Основная новая версия. Улучшенный поиск и оценка (+ 50-60 Elo), улучшенная многопоточность. |
| 6.01   | 24 сентября 2017 года | Плановое обновление с коррекцией таблиц Налимова и новый вид выходных данных. |
| 6.02   | 1 октября 2017 г.     | Плановое обновление с поддержкой Polyglot. |
| 6.03   | 20 ноября 2017 г.     | Коррекция неправильного обнаружения пата в положениях с взятием белых пешек. |

Последняя стабильная версия Houdini выпускается в двух версиях: Houdini 6 Standard и Houdini 6 Pro. Houdini 6 Pro поддерживает до 128 процессорных ядер, 128 ГБ оперативной памяти (хеш) и поддерживает NUMA, Houdini 6 Standard поддерживает только до 8 процессорных ядер, 4 ГБ хеша и не поддерживает NUMA. Как и во многих других движках UCI, Houdini не имеет графического интерфейса, поэтому для запуска движка необходим графический интерфейс для шахмат. Houdini 5 использует откалиброванные оценки, в которых показатели движка напрямую коррелируют с ожидаемым выигрышем в позиции.

## Результаты соревнований
Гудини — один из самых успешных движков в турнире TCEC, который часто рассматривается как неофициальный чемпионат мира по компьютерным шахматам, с четырьмя победами в чемпионате.

## Известные игры
- Rybka — Houdini (TCEC Houdini — Rybka Match 2011) · Сицилианская защита, вариант Алапина: Атака Штольца, линия Иванчука (B22) · 0-1 — Гудини жертвует три пешки за активность фигур и побеждает действующего в то время чемпиона мира по компьютерным шахматам Rybka. Партию иногда называют «Невероятный Гудини» (англ. The Amazing Houdini).
- Rybka — Houdini (TCEC Houdini — Rybka Match 2011) · Испанская партия, закрытая система (C84) · 0-1
- Houdini — Rybka (TCEC Houdini — Rybka Match 2011) · Дебют ферзевых пешек, Лондонская система (D02) · 1-0

## История
В 2010 году на вопрос «если бы Вы должны были выбрать одного игрока представлять планету Земля в шахматном матче против инопланетян, то кто это был бы из действующих шахматистов?» гроссмейстер Пётр Свидлер ответил коротко: «Houdini».
С выпуском версии 1.5 от 15 декабря 2010 года движок начал занимать первые места во всех рейтинг-листах, включавших его, обогнав предыдущего лидера — программу Rybka. В феврале 2011 года Houdini 1.5a выиграл матч из сорока партий у Rybka со счётом 23½ — 16½. Таким образом, Houdini стал сильнейшим шахматным движком мира на начало 2011 года. В апреле 2011 года состоялся матч-реванш против обновлённой Rybka 4.1, победителем которого снова стал Houdini 1.5a, на сей раз со счётом 22 — 18.
7 ноября 2016 года выпущена версия 5. В ней переписана оценочная функция, поиск производится на бо́льшую глубину. По заявлению автора, новая версия сильнее предыдущей примерно на 200 пунктов Эло.
15 сентября 2017 года выпущена версия 6. Улучшен поиск и оценка, улучшена многопоточность. По заявлению автора, новая версия усилилась примерно на 50—60 пунктов Эло. В декабре 2017 года Houdini 6.03 выиграл матч из ста партий у Komodo со счётом 53 — 47 и стал чемпионом TCEC (Season 10, 2017).